# Enrico Bacchin
Enrico Bacchin (San Donà di Piave, 28 novembre 1992) è un ex rugbista a 15 italiano.

## Biografia
Nativo di San Donà di Piave, si appassionò al rugby all'età di sei anni iniziando a giocare nelle giovanili del San Donà; nel 2012 fece il suo debutto con la prima squadra sandonatese nel campionato nazionale di Eccellenza. L'anno dopo si trasferì al Mogliano e nel 2014 ebbe l'opportunità di giocare con il Benetton, franchigia italiana impegnata nel Pro12, in qualità di permit player. Nel giugno dello stesso anno collezionò anche due presenze con l'Italia Emergenti durante la Tibilisi Cup.
Nel 2014 firmò un nuovo contratto con Treviso, che lo ingaggiò a titolo definitivo. L'anno seguente il C.T. Jacques Brunel lo convocò durante il Sei Nazioni 2015, facendolo giocare da titolare con l'Italia il 28 febbraio al Murrayfield nella partita contro la Scozia vinta 22-19. In seguito, per ovviare all'infortunio occorso a Luca Morisi durante la preparazione dei Mondiali, entrò a parte della rosa dei convocati per la Coppa del Mondo di rugby 2015.
Nel 2016 tornò a disputare l'Eccellenza unendosi al Petrarca; a Padova non trovò grande spazio, aggiudicandosi comunque il titolo italiano col club al termine della stagione seguente. Dal 2018 al 2020 fece ritorno al proprio club d'origine a San Donà, ricoprendo il ruolo di utility back nelle posizioni di centro, apertura ed estremo.
Nel luglio 2020 decise di ritirarsi dal rugby giocato all'età di 27 anni.

## Palmarès
- Campionati italiani: 1
Petrarca: 2017-18